# Абе (езеро)
Абе е солено езеро в Източна Африка, на границата между Етиопия и Джибути, с площ около 340 квадратни километра.
Разположено в пустинната Афарска котловина в северния край на Източноафриканската рифтова долина, езерото е безотточно, а в него се влива идващата от югозапад река Аваш, както и няколко по-малки сезонно пресъхващи реки. Нивото на водата варира значително в зависимост от валежите, а засиленото използване за напояване и производство на електричество на Аваш е довело до намаляване на площта на езерото с една трета през втората половина на XX век, оставяйки североизточно от него обширни солни равнини. Северозападно от Абе е разположен угасналият вулкан Дама Али, а в близост до самото езеро туристическа атракция са високите до 50 метра варовикови комини, изпускащи серни изпарения.